# ラシダ・タリーブ

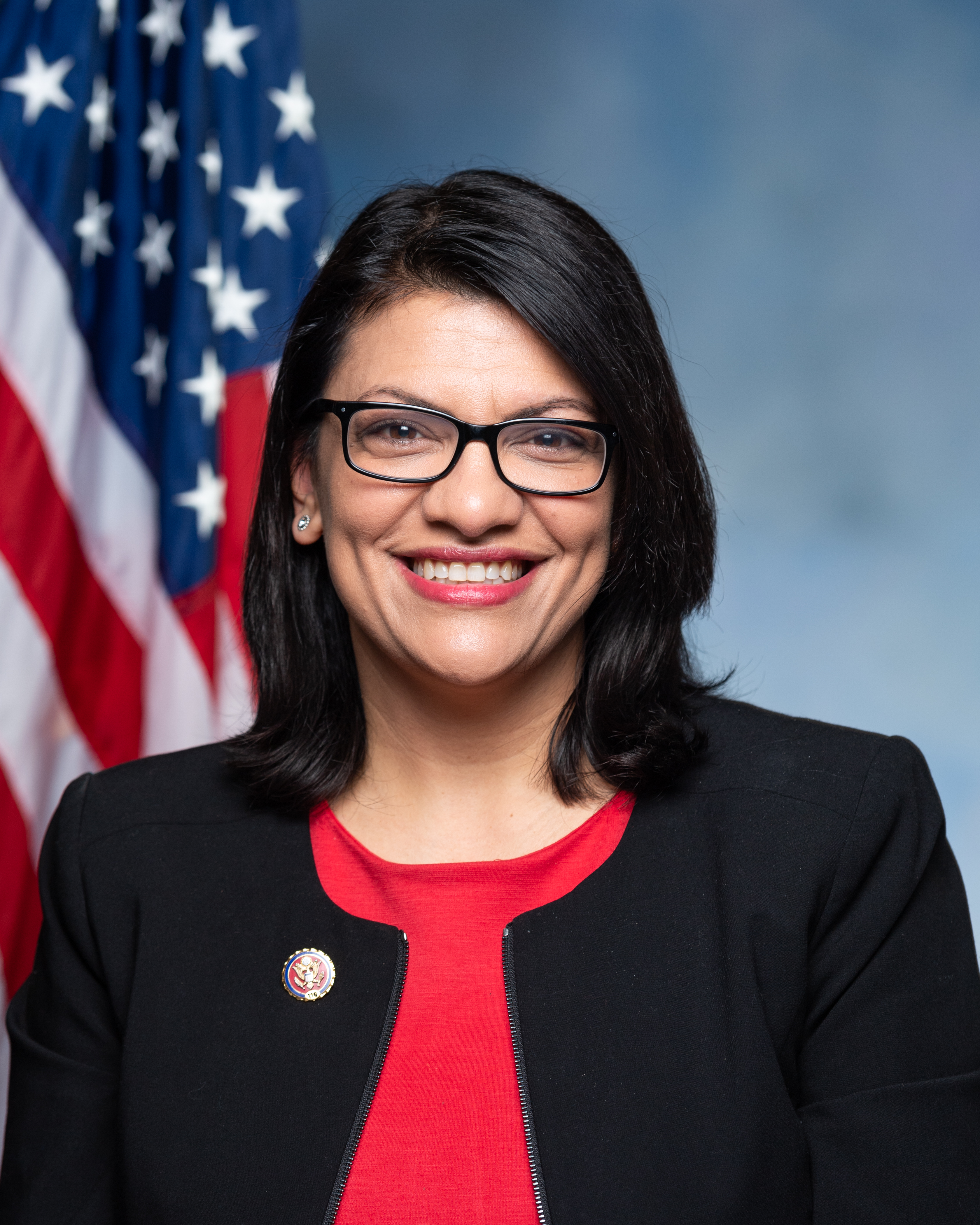
ラシダ・タリーブ

ラシダ・ハルビ・タリーブ (英語: Rashida Harbi Tlaib、1976年7月24日 - ）は、アメリカ合衆国の政治家、弁護士。民主党下院議員。2018年、米議会初のパレスチナ系女性議員となった。

## 生い立ち
1976年7月24日、ラシダ・タリーブはミシガン州デトロイトのパレスチナ系の移民労働者の家に、14人の兄弟の長女として生まれる。彼女の母親は、ヨルダン川西岸の都市ラマラー近郊のベイトウルエルフォカで生まれた。父親は、東エルサレムの近郊ベイトハニナで生まれた。彼らは最初にニカラグアに、次にデトロイトに移住し、フォー社工場の組立ラインで働いた。タリーブは両親が働いている間に兄弟の面倒を見ていた。
1994年にデトロイトの高校を卒業後、1998年にウェイン州立大学の政策科学の学士号を取得。2004年にウェスタンミシガン大学クーリー法科大学院で法学博士を取得した。

## 政治キャリア
2004年から、地元のミシガン州議会議員のもとでインターンやスタッフとして働いた。
2008年、ミシガン州下院議員12区から出馬、予備選挙を勝ち抜き、総選挙では90%以上の得票率で初当選した。
2014年、州の任期制限のため州下院議員に4度目の出馬ができず、州上院議員に立候補。8月に民主党予備選挙]で現職のバージル・スミス・ジュニアに敗れた。
州下院議員としての在職期間中、彼女は全米でわずか10人しかいないイスラム教徒の州議会議員のひとりであった。またミシガン州下院でジェームズ・カルーブに次ぐ2番目のイスラム教徒議員だった。またミズーリ州のジャミラナシードに次いで、全国の州議会で2番目のイスラム女性の議員だった。州議会を去った後、タリーブは労働者に無料で法定代理人を提供するデトロイトの非営利団体で働いた。
2018年、合衆国下院議員に立候補する意向を発表、タリーブはミシガン州の13区からアメリカ合衆国下院議席の民主党指名を獲得し、当選。この時、米議会で初のパレスチナ系女性議員となった。
この中間選挙では多くの歴史が生まれた。まず、アメリカ史上最年少の女性下院議員となったアレクサンドリア・オカシオ=コルテス、タリーブとともに最初の二人のイスラム教徒女性女性下院議員になったイルハン・オマールは難民出身で初のソマリア系アメリカ人女性下院議員。また2016年にバイセクシャルを公表して当選したオレゴン州のケイト・ブラウンに続き、同性愛者であることを公表して初の州知事になったコロラド州のジャレッド・ポリス。史上初のネイティブ・アメリカンの女性下院議員シャリス・デイビッズとデブ・ハーランドがいた。
2023年10月7日に始まったパレスチナ・イスラエル戦争ではイスラエルを批判し、共和党のマージョリー・テイラー・グリーン議員より除名処分に次に厳しい問責を行う決議案が提出された。しかし両党派から合衆国憲法修正第1条に違反する懸念が出たこともあり、11月1日に行われた、問責決議の審議の推進を問う事前投票では共和党からも約1割が反対票を投じいったんは否決された。しかしタリーブが使用する『川から海まで』というフレーズがイスラエル殲滅を意図するとされるなど、身内の民主党内からもタリーブに対する批判が巻き起こり、11月7日になって問責決議案を棚上げする試みは中止され11月8日に採決を実施。民主党からも1割が賛成に回り、賛成234、反対188票で可決された。

## 話題と論点
2019年7月14日、トランプ大統領はツイッター連続投稿で野党民主党の4人の非白人系女性議員、オカシオ=コルテス議員、タリーブ議員、アヤナ・プレスリー議員、イルハン・オマール議員を念頭に、「世界中で完全にまったく崩壊した最悪の最も腐敗して無能な政府の国からやってきた"進歩的"な民主党の女性議員」は、米国が嫌なら「出身国に帰ればいい」と述べた。この発言が極めて人種差別的だとして、民主党のみならず与党・共和党内からも批判を浴びた。4人のうち、オカシオ・コルテス議員、タリーブ議員、プレスリー議員はいずれの出身国もアメリカであり、事実とも異なる。米ツイッター社は大統領によるヘイト投稿を非表示にすることはしないと決定。四人は抗議の記者会見を開いたが、トランプ氏は続けて「極左の女性議員らはいつになったら我が国やイスラエル国民さらには米国大統領行政府に対し卑劣な言葉を使ったことをそしてひどい発言をしたことを謝罪するのだろうか」とツイートした。
タリーブとオマールはエルサレムにある神殿の丘などへの訪問やパレスチナ平和活動家との面談、またタリーブはパレスチナ在住の祖母に会いに行くため2019年8月18日よりヨルダン川西岸や東エルサレムを訪れる予定を組み、当初は入国が認められる見通しだったが、トランプがツイッターで「彼女たちはイスラエルと全てのユダヤ人を憎んでいる」と入国阻止を呼び掛けたことに呼応し、イスラエルのネタニヤフ首相は訪問3日前の8月15日になって二人の入国を拒否すると決定した。その後イスラエルは懐柔策に転じ、イスラエルに対するボイコットを呼びかけないことなどを条件としてタリーブが個人的に祖母を訪問することを許可し、タリーブも最初は受け入れ姿勢を見せたが、最終的にイスラエルの条件は圧制的であるとして申し出を拒絶したため訪問は実現しなかった。

## 所属
- アメリカ民主社会主義者（DSA）のメンバー